# Diecezja Nancy
Diecezja Nancy (nazwa oficjalna: diecezja Nancy(-Toul)) – diecezja Kościoła rzymskokatolickiego we wschodniej Francji, w metropolii Besançon. Powstała w 1777 jako diecezja Nancy, która w 1824 została połączona z diecezją Toul. Choć formalnie katedrą diecezjalną jest katedra w Nancy, w praktyce niemal równorzędnym statusem cieszy się również stara katedra w Toul. Obszar diecezji odpowiada terytorium świeckiego departamentu Meurthe i Mozela.